# Kissakorn Krasaingoen
Kissakorn Krasaingoen (thailändisch กฤษกร กระสายเงิน, * 10. Februar 1997), als Donut bekannt, ist ein ehemaliger thailändischer Fußballspieler und heutiger Trainer.

## Karriere

### Spieler
Kissakorn Krasaingoen stand von 2017 bis 2018 beim Chachoengsao Hi-Tek FC unter Vertrag. Der Verein aus Chachoengsao, einer Stadt in der Provinz Chachoengsao, spielte in der Upper Region der dritten Liga. 2019 wechselte er zum Ligakonkurrenten Bangkok FC nach Bangkok. Am 1. Juli 2022 beendete er seine Karriere als Fußballspieler.

### Trainer
Kissakorn Krasaingoen übernahm Ende Juli 2022 das Amt des Interimstrainers bei seinem ehemaligen Verein, dem Drittligisten Bangkok FC. Am 23. September 2022 wurde er zum Cheftrainer FC ernannt. Am Ende der Saison 2023/24 feierte er mit dem Team die Meisterschaft der Bangkok Metropolitan Region sowie den Aufstieg in die zweite Liga. Nach der Saison 2024/25 wurde sein Vertrag im Sommer 2025 nicht verlängert. Im Juni 2025 übernahm er das Traineramt beim Drittligisten Samut Sakhon City FC.

## Erfolge

### Trainer
Bangkok FC
- Thai League 3 – Bangkok Metropolitan: 2023/24  ▲